# Edwuin Cetré
Edwuin Steven Cetré Angulo (Cali, 1º gennaio 1998) è un calciatore colombiano, centrocampista dell'Estudiantes (LP).

## Carriera

### Club
Ha giocato nella massima serie dei campionati messicano e colombiano.

### Nazionale
Ha giocato nelle nazionali giovanili colombiane Under-15 ed Under-17.

## Statistiche

### Presenze e reti nei club
Statistiche aggiornate al 5 aprile 2025.
| Stagione                      | Squadra                       | Campionato                    | Campionato | Campionato | Coppe nazionali | Coppe nazionali | Coppe nazionali | Coppe continentali | Coppe continentali | Coppe continentali | Altre coppe | Altre coppe | Altre coppe | Totale | Totale | Totale |
| Stagione                      | Squadra                       | Comp                          | Pres       | Reti       | Comp            | Pres            | Reti            | Comp               | Pres               | Reti               | Comp        | Pres        | Reti        | Pres   | Reti   |        |
| ----------------------------- | ----------------------------- | ----------------------------- | ---------- | ---------- | --------------- | --------------- | --------------- | ------------------ | ------------------ | ------------------ | ----------- | ----------- | ----------- | ------ | ------ | ------ |
| 2016                          | Rocha                         | SD                            | 9          | 1          | -               | -               | -               | -                  | -                  | -                  | -           | -           | -           | 9      | 1      |        |
| 2017-2018                     | Santos Laguna                 | LMX                           | 10         | 1          | CMX             | 4               | 0               | -                  | -                  | -                  | -           | -           | -           | 14     | 1      |        |
| 2018-gen. 2019                | Santos Laguna                 | LMX                           | 4          | 0          | CMX             | 0               | 0               | -                  | -                  | -                  | -           | -           | -           | 4      | 0      |        |
| Totale Santos Laguna          | Totale Santos Laguna          | Totale Santos Laguna          | 14         | 1          |                 | 4               | 0               |                    | -                  | -                  |             | -           | -           | 18     | 1      |        |
| lug.-dic. 2019                | Atlético Junior               | A                             | 18         | 4          | CC              | 3               | 2               | -                  | -                  | -                  | -           | -           | -           | 21     | 6      |        |
| 2020                          | Atlético Junior               | A                             | 19         | 3          | CC              | 1               | 0               | CL+CS              | 5+6                | 0+1                | SC          | 2           | 0           | 33     | 4      |        |
| 2021                          | Atlético Junior               | A                             | 38         | 7          | CC              | 2               | 0               | CL+CS              | 7+2                | 1+0                | -           | -           | -           | 49     | 8      |        |
| 2022                          | Atlético Junior               | A                             | 43         | 2          | CC              | 8               | 1               | CS                 | 7                  | 0                  | -           | -           | -           | 58     | 3      |        |
| Totale Atlético Junior        | Totale Atlético Junior        | Totale Atlético Junior        | 118        | 16         |                 | 14              | 3               |                    | 27                 | 2                  |             | 2           | 0           | 161    | 21     |        |
| 2023                          | Independiente Medellín        | A                             | 52         | 20         | CC              | 3               | 1               | CL+CS              | 9+1                | 0                  | -           | -           | -           | 65     | 21     |        |
| gen. 2024                     | Independiente Medellín        | A                             | 1          | 0          | CC              | -               | -               | CS                 | -                  | -                  | -           | -           | -           | 1      | 0      |        |
| Totale Independiente Medellín | Totale Independiente Medellín | Totale Independiente Medellín | 53         | 20         |                 | 3               | 1               |                    | 10                 | 0                  |             | -           | -           | 66     | 21     |        |
| 2024                          | Estudiantes (LP)              | PD                            | 22         | 3          | CA+CdL          | 1+14            | 0+2             | CL                 | 5                  | 1                  | SA+TC       | 1+0         | 0           | 43     | 6      |        |
| 2025                          | Estudiantes (LP)              | PD                            | 10         | 1          | CA              | 1               | 0               | CL                 | 1                  | 0                  | -           | -           | -           | 12     | 1      |        |
| Totale Estudiantes (LP)       | Totale Estudiantes (LP)       | Totale Estudiantes (LP)       | 32         | 4          |                 | 16              | 2               |                    | 6                  | 1                  |             | 1           | 0           | 55     | 7      |        |
| Totale carriera               | Totale carriera               | Totale carriera               | 226        | 38         |                 | 37              | 6               |                    | 43                 | 3                  |             | 3           | 0           | 309    | 51     |        |

## Palmarès

### Club

#### Competizioni nazionali
- Campionato messicano: 1

Santos Laguna: Clausura 2018
- Súper Liga: 1

Atlético Junior: 2020
- Copa de la Liga Profesional: 1

Estudiantes: 2024
- Trofeo de Campeones de la Liga Profesional: 1

Estudiantes: 2024